# Friedhofskirche (Stammbach)

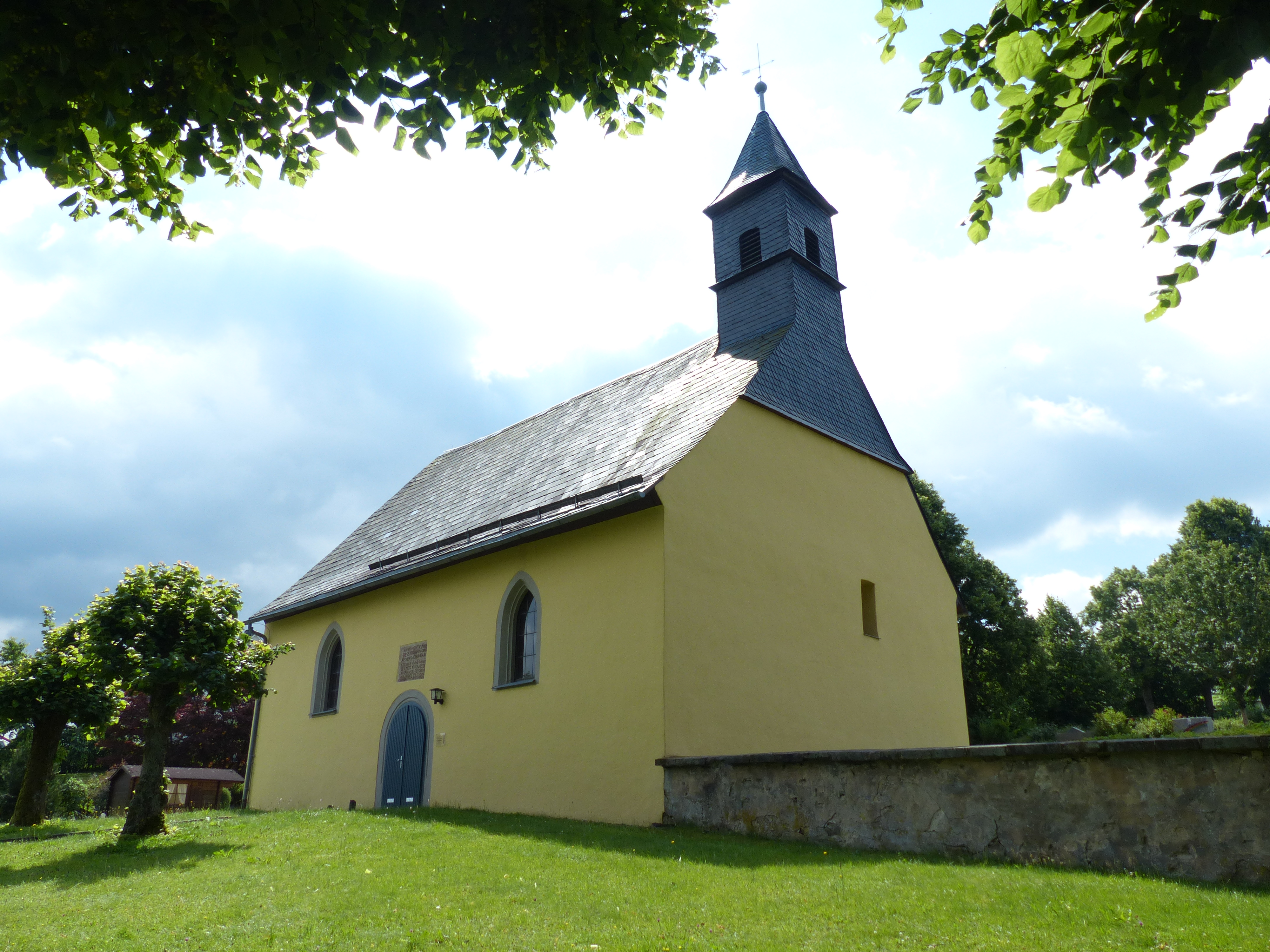
Friedhofskirche in Stammbach

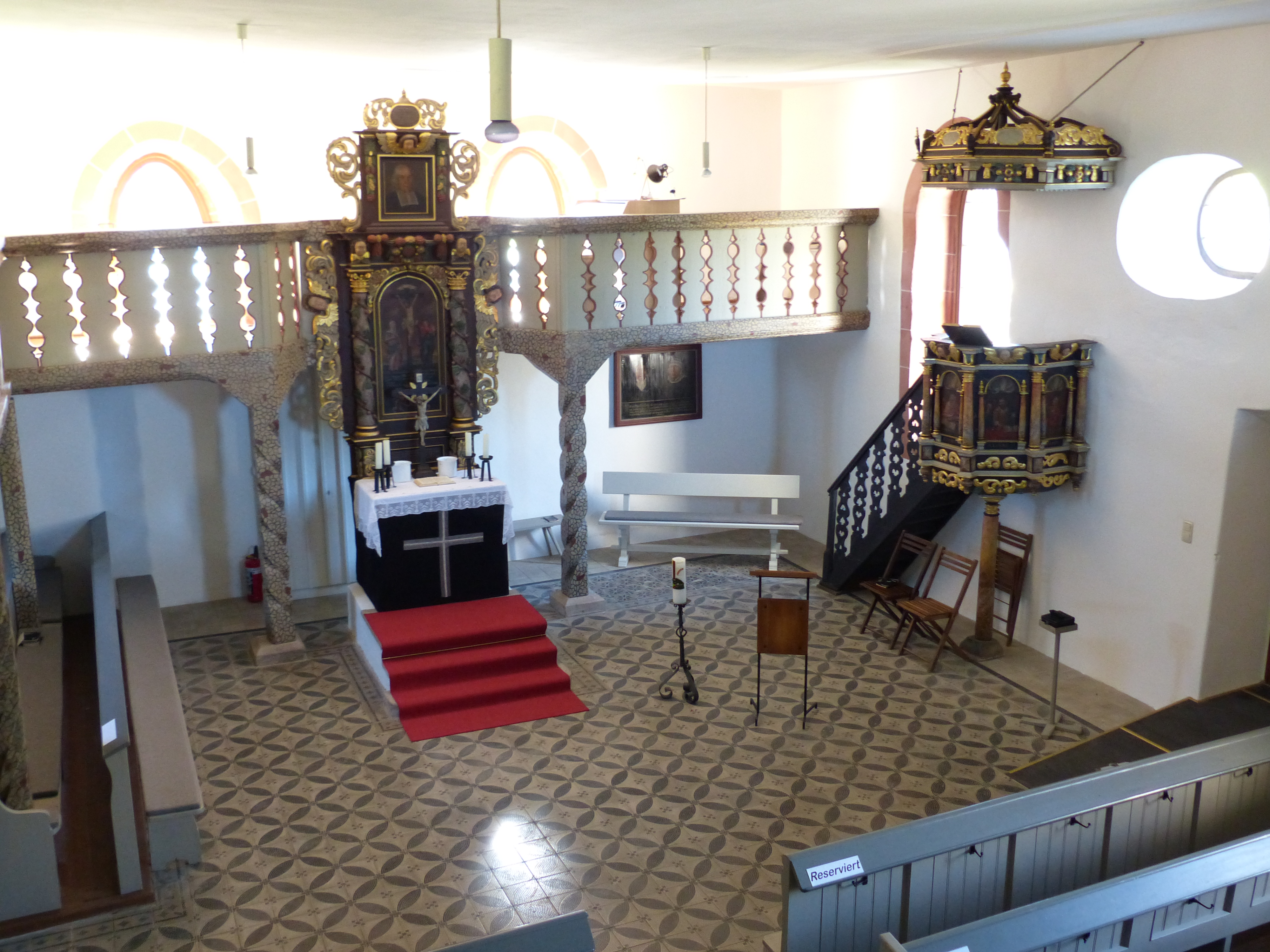
Innenraum der Kirche

Die Friedhofskirche in Stammbach ist eine evangelische Friedhofskirche des Marktes Stammbach im oberfränkischen Landkreis Hof.
Der Friedhof wurde in der Mitte des 16. Jahrhunderts angelegt. Eine Kapelle wurde 1615/1616 an Stelle einer älteren von Hans Pflugk aus Kupferberg neu erbaut. Vermutlich im Jahr 1668 wurden die Emporen eingefügt. Den Altar aus Holz stiftete 1692 Albrecht Solger aus Förstenreuth. Die Kanzel entstand um 1700. Ein Gemälde zeigt Johann und Kunigunde Walter aus Fleisnitz, die 1709 die Kanzel fassen ließen. Das Gestühl ist modern. Die Kirche gehört zum Dekanat Münchberg. Sie steht unter Denkmalschutz (D-4-75-175-7). Im Jahr 2016 feiert die Gemeinde das 400-jährige Jubiläum, die Kirche ist das älteste Gebäude im Ort und eine der größten Friedhofskirchen der Region.